# Fins al setembre
Fins al setembre (títol original: Until September) és una pel·lícula estatunidenca dirigida per Richard Marquand, estrenada l'any 1984. Ha estat doblada al català.

## Argument
Per Mo Alexander (Karen Allen), París només era una parada imprevista en la seva excursió estival a Europa, fins que coneix un francès seductor (Thierry Lhermite). Astut, refinat i guapo per menjar-se'l, ell sedueix el cor de Mo amb una simple mirada tòrrida dels seus ulls blaus. Però busca el gran amor... o no és que un altre French Lover?

## Repartiment
- Karen Allen: Mo Alexander
- Thierry Lhermitte: Xavier de la Perouse
- Christopher Cazenove: Philip
- Hutton Cobb: Andrew
- Michael Mellinger: Coronel Viola
- Jean-Claude Montalban: Funcionari de Companyia aèria
- Gérard Caillaud: Funcionari de Companyia aèria
- Patrick Braoudé: Transeünt
- Jean-Gabriel Nordmann: Agent de viatge
- Marika Green: Banquier
- Fernand Guiot: Xofer de taxi
- Mike Marshall: Amic de Xavier
- Benoît Ferreux: Willager
- Maryam de Abo: Nathalie
- Françoise Fleury: Secretari de Xavier
- Jacques François: el Sr. Mauriac
- Marie-Catherine Conti: Isabelle de la Perouse

## Rebuda
La pel·lícula va guanyar 4.239.154 en la seva breu exhibició a Amèrica del Nord. Va debutar en sisè lloc el seu cap de setmana d'obertura.